# Walnut Springs, Texas
Walnut Springs là một thành phố thuộc quận Bosque, tiểu bang Texas, Hoa Kỳ. Năm 2010, dân số của xã này là 827 người.

## Dân số
- Dân số năm 2000: 755 người.
- Dân số năm 2010: 827 người.